# 당진 영탑사 약사여래상
당진 영탑사 약사여래상(唐津 靈塔寺 藥師如來像)은 대한민국 충청남도 당진시 면천면 상왕산 영탑사(靈塔寺)의 우뚝 선 암벽에 돋을새김 한 높이 3.5m의 불상이다. 1984년 12월 29일 충청남도의 유형문화재 제111호로 지정되었다.

## 개요
충청남도 당진군 면천면 상왕산 영탑사(靈塔寺)의 우뚝 선 암벽에 돋을새김 한 높이 3.5m의 불상이다. 고려 말에 무학대사가 사찰을 둘러보니 기이한 바위가 빛을 내고 있어 심상치 않게 여겨 여기에 불상을 조각해 나라의 평안을 빌었다는 전설이 전해진다.
머리에는 상투 모양의 머리묶음을 표현하였고, 얼굴은 윗부분이 넓고 밑부분이 갸름한 형상이며 신체에 비해 큰 편이다. 눈·코·입은 길고 큼직한데 다소 서투르게 표현하여 전반적으로 둔한 느낌을 준다. 세련미는 부족하나 친근함이 드러나는 이런 형태의 얼굴은 고려시대부터 유행하던 충청도 지방의 일반적인 불상 양식이다.
몸은 4각형으로 건장하나 움츠린 듯한 느낌이 들며, 무릎 또한 높고 넓어서 얼굴과 함께 둔중함을 나타낸다. 옷은 양 어깨에 걸치고 있는데 안에는 Y자형의 속옷이 표현되어 있다. 굵은 선으로 새긴 옷주름은 마멸이 심해 선명하게 나타나지 않는다.
둔중하면서도 친근미가 느껴지는 고려시대의 지방화된 불상 양식의 특징을 잘 드러내는 작품이다.

## 현지 안내문
이 불상은 고려시대 만들어진 약사여래상의 마애불로 약사여래는 인간의 질병와 무지의 병까지 고쳐 준다는 부처이다. 이 불상은 영탑사가 있는 상왕산 연화봉의 자연 암벽에 새겨져 유리광전 안에 안치되어 있다. 불상의 높이는 3.5m의 좌불이며, 고려불상의 전통을 지니고 있다. 하반신은 잘 보이지 않으나 얼굴의 형체는 비교적 뚜렷하게 남아 있으며, 몸체에 비해 얼굴이 큰 편이다. 고려 말 무학대사가 사찰을 둘러보니 기이한 바위가 빛을 내고 있어 심상치 않게 여겨 이곳에 약사여래상을 새겨 나라와 백성의 안녕을 빌었다고 한다.

## 참고 자료
- 영탑사약사여래상 - 국가유산청 국가유산포털